# 张联升
张联升（1871年—1944年），字仲三，天津宝坻人。中华民国军事将领。晚年归乡后，积极参与抗日活动。

## 生平
张联升早年家贫，以贩烟土为生。后来，张联升赴芦台从军。因为追剿义和团有功，被擢升为牌头，后来进入北洋将弁学堂学习。1905年，升任统领，随长江提督姜桂题南下，张联升带三个营驻浦口。1908年，提督换人，张联升变为张勋的部下。
1911年辛亥革命后，张联升改归湖北陆军第九师师长黎天才，担任旅长，驻襄阳。此后，张联升依靠吴佩孚而获任命为襄郧镇守使，所部为陆军第十七混成旅，后来张联升升任第五师师长。自此，张联升靠着吴佩孚的势力并笼络地方势力，创立军绅政权，以自筹军饷的名义，控制了襄郧沿汉江一带的厘金局，并勒令郧阳县等县种鸦片，还经营汽车公司，运输烟土和军需物资。1923年3月29日，中华全国道路建设协会襄阳分会成立，张联升被推举为名誉会长。1924年7月，张联升派军队干涉襄樊的“二师学潮”。
1926年10月，北伐军进占武昌，吴佩孚兵败向北逃走，在这种形势下，经陆椿桥、张文伯、董曦辔、雷炳焜等人劝告，张联升乃于同年12月1日易帜，出任国民革命军独立第九师师长。
1927年四一二事变后，张联升响应事变，砸毁了中国国民党襄阳县党部、各区党部以及各区农民协会，捣毁中国共产党党员集中的湖北省立第十中学，通缉并逮捕中国共产党人。5月17日，张联升将襄阳县农民协会主席董振杀害于襄阳县城西门外。同年9月，国民革命军第二集团军总司令冯玉祥南下来到襄阳，张联升乃投靠冯玉祥部，出任总司令部副总参谋长，但因没有实权而回到天津闲居。
抗日战争期间，日军占领山东后，劝张联升出任山东省主席，被其拒绝。
1940年，张联升回到宝坻，并带头减租减息。
归乡后，向中共抗日民主政府表示“凡抗日之事需帮忙者，定当尽力而为”，多次帮助中共营救被日伪抓获的抗日区村干部多人。
1944年，张联升病逝于宝坻县城，后运往其家乡烧角村下葬，中共香武宝工委派人吊唁并赠丧葬费。